# Medalha Feenberg
A Medalha Feenberg (em inglês:  Eugene Feenberg Memorial Medal, também Feenberg Award) é um prêmio na área da teoria de múltiplos corpo da mecânica quântica, denominado em memória de Eugene Feenberg. É concedido desde 1983 durante a International Conference on recent progress in Many Body Theory por um grêmio internacional de conselheiros da conferência.

## Recipientes
- 1985: David Pines
- 1987: John W. Clark
- 1989: Malvin H. Kalos
- 1991: Walter Kohn
- 1994: David M. Ceperley
- 1997: Lew Petrowitsch Pitajewski
- 1999: Anthony James Leggett
- 2001: Philippe Nozières
- 2004: Spartak Beljajew, Lew Gorkow
- 2005: Raymond Bishop, Hermann Kümmel
- 2007: Stefano Fantini, Eckhard Krotscheck
- 2009: John Dirk Walecka
- 2011: Gordon Baym, Leonid Keldysch
- 2013: Patrick A. Lee, Douglas Scalapino
- 2015: Christopher Pethick[1]